# Воскресное чтение
«Воскре́сное чте́ние» — еженедельный общедоступный журнал Киевской духовной академии, издававшийся с 1837 по 1912 год.
Это был первый в Киеве журнал духовно-нравственного содержания.
Основан в конце 1836 года трудами ректора академии епископа Чигиринского Иннокентия (Борисова), а также преподавателей протоиерея Иоанна Скворцова, Я. К. Амфитеатрова и бакалавра иеромонаха Димитрия (Муретова), ставшего позже архиепископом Херсонским и Одесским. По ходатайству митрополита Киевского и Галицкого Евгения (Болхови́тинова) в начале 1837 г. журнал получил разрешение на издание. Первый тираж составил 2500 экземпляров.

## Состав журнала
Состоял из 10 отделов: курсивом выделены первостепенные разделы журнала
- статьи, «относящиеся к разумению Свящ. Писания»;
- патрология;
- церковная история и археология;
- каноника, или статьи, относящиеся к учению о церковном законодательстве, правилах и постановлениях;
- литургика;
- гомилетика;
- пастырская педагогика;
- христианская аскетика;
- сочинения нравственно-догматического содержания, размышления, разговоры и другие поучительные статьи;
- разные известия, мнения, заметки.

В историческом отделе чаще всего публиковались небольшие биографические статьи. В гомилетическом — сочинения Киевских иерархов.
Изначально журнал публиковал и научные исследования, но с 1860 года все они стали размещаться в новом ежемесячнике «Труды Киевской духовной академии».
Вместе с появлением в Киеве похожих журналов популярность «Воскресного чтения» стала падать. Чтобы предотвратить исчезновение интереса, в 1872—1875 годы стали выпускать ежемесячное приложение к журналу «Листок духовной библиографии и журналистики», а с 1884 года «Киевские листки религиозно-нравственного чтения для народа», нерегулярно.
С 1880-х годов в журнале публиковали преимущественно поучительные статьи, художественные произведения, хронику событий, а затем журнал стал просто перепечатывать статьи из других изданий.

## Редакторы журнала
- 1837—1839[1] — епископ Чигиринский Иннокентий (Борисов). Печатались его статьи из «Догматического сборника».
- 11.04.1848—1850 — архимандрит Феофан (Авсенев)
- ? — Александр Михайлович Воскресенский
- 1872—1878[2] — Харисим Михайлович Орда (будущий епископ Орловский Ириней);
- 1879—1883 — Василий Фёдорович Певницкий;
- 1884—1886 — К. И. Фоменко, Г. О. Булашёв и священник Иоанн Богородицкий
- С 1890 года до закрытия — священник Иоанн Богородицкий. Был также и издателем журнала.

## Сотрудники журнала
- Димитрий (Муретов), иеромонах, будущий ректор академии;
- Иоанн Скворцов, протоиерей;
- Я. К. Амфитеатров;
- П. С. Авсенев;
- Антонин (Капустин), архимандрит;
- Бобровницкий, Иван Матвеевич  — российский филолог, педагог и переводчик; ординарный профессор Киевской духовной академии;
- Н. А. Фаворов, протоиерей;
- В. П. Чехович, профессор КДА[3];
- И. П. Максимович;
- Иоанникий (Руднев), иеромонах, позже митрополит Киевский и др.